# Cephalophini
Cephalophini é uma tribo de bovídeos da subfamília Antilopinae, que inclui 6 gêneros.
É uma tribo primitiva adaptada às florestas de planícies e de altitudes, exceto por várias espécies que estenderam-se para áreas de savana, e nativa da África Subsaariana. São antílopes pequenos, com as pernas dianteiras mais curtas que as traseiras dando-lhes uma conformação arqueada. Os chifres, presentes em ambos os sexos, são pequenos e dirigidos para trás. Sua organização social é simples: sedentários, solitários e territoriais. Embora essas características sejam primitivas, elas podem representar adaptações secundárias para recolonizar habitats de florestas densas. [carece de fontes?]
Seus representantes estão distribuídos em seis gêneros, num total de 21 espécies. São coletivamente chamados em inglês de duikers; nos países de língua portuguesa, são chamados de cabritos, com alguns tendo nomes específicos, como os bâmbis ou a seixa (Philantomba monticola). O termo inglês duiker provêm da palavra africâner para mergulhador, referindo-se a prática de pular nos arbustos. [carece de fontes?]
Os espécimes do gênero Cephalophus são criaturas tímidas, a maioria é moradora de florestas, e mesmo as espécies que vivem em áreas mais abertas são ariscas. [carece de fontes?]
Com um corpo ligeiramente arqueado e as patas dianteiras um pouco mais curtas do que as patas traseiras, possuem um bom formato para penetrar nas moitas. Se alimentam primariamente de plantas um pouco mais altas do chão ao invés de ser um pastador, comem folhas, caules macios, sementes, frutas, gomos e cascas de árvores, e seguem frequentemente grupos de pássaros ou macacos para aproveitar-se de frutas que os grupos deixam cair. Complementam sua dieta sendo carnívoros: insetos, carniça, e até perseguem e capturam roedores e pássaros pequenos. [carece de fontes?]

## Classificação
A tribo Cephalophini divide-se em 6 gêneros e 21 espécies.
- Gênero Cephalophorus
  - Cephalophorus brookei — Cabrito-de-brooke
  - Cephalophorus callipygus — Cabrito-de-peters
  - Cephalophorus kivuensis
  - Cephalophorus leucogaster — Cabrito-de-ventre-branco
  - Cephalophorus natalensis — Cabrito-vermelho
  - Cephalophorus niger — Cabrito-negro
  - Cephalophorus nigrifrons — Bâmbi-de-testa-negra
  - Cephalophorus ogilbyi — Cabrito-de-ogilby
  - Cephalophorus rubidus
  - Cephalophorus rufilatus — Cabra-do-mato-vermelha
  - Cephalophorus weynsi — Cabrito-de-weyns
- Gênero Cephalophula
  - Cephalophula zebra — Cabrito-zebra
- Gênero Cephalophus
  - Cephalophus dorsalis — Bâmbi-castanho
  - Cephalophus jentinki — Cabrito-de-jentink
  - Cephalophus silvicultor — Muntual
  - Cephalophus spadix — Cabrito-de-abbot
- Gênero Leucocephalophus
  - Leucocephalophus adersi — Cabrito-de-ader
- Gênero Philantomba
  - Philantomba maxwellii — Cabra-do-mato-preta
  - Philantomba monticola — Seixa ou cabrito-azul
  - Philantomba walteri
- Gênero Sylvicapra
  - Sylvicapra grimmia — Bâmbi-cinzento